# Willy Glas
Willy Glas (* 1920 in Wachenheim an der Weinstraße; † 1960 oder 1961) war ein deutscher Flötist.

## Leben
Geboren wurde Willy Glas 1920 in dem Bezirksamt Dürkheim als Sohn des Kapellmeisters Gustav Glas. Mit zehn Jahren begann er Klavier und Trompete zu erlernen, musste das Blasinstrument allerdings später aufgeben, weil sein starker Lippenbau hinderlich war. Als 15-Jähriger ersetzte er die Trompete durch die Flöte, die bald sogar das Klavier verdrängte. Er studierte das Instrument in Mannheim bei dem bekannten Solo-Flötisten Max Fühler und hängte zwei weitere Lehrjahre in Paris an. Die Kriegsverhältnisse erzwangen eine Unterbrechung der Perfektionierung seiner Fertigkeiten, zwei Verwundungen ermöglichten ihm jedoch, die Lazarett- beziehungsweise Genesungszeit für viele Übungseinheiten zu nutzen. Er geriet in Gefangenschaft und kam 1946 wieder frei. Der Neuaufbau vieler Orchester war gerade im Gange, so wurde er vom Sinfonieorchester des Süddeutschen Rundfunks als Solist verpflichtet. 1949 wechselte er zum Stuttgarter Kammerorchester.
Nach erster Bewährungsprobe wurde er vom musikalischen Leiter Professor Karl Münchinger als ständiger Solist für die großen internationalen Konzerte berücksichtigt. Es stellten sich beachtliche Erfolge ein bei den Musikfestivals in Amsterdam, Brüssel, London, Edinburgh, Stockholm, Luzern, Wien, Genf, Paris und Barcelona. Das Programm bestand aus dem G-Dur-Flötenkonzert von Wolfgang Amadeus Mozart, Bachs h-Moll-Suite neben seinen Brandenburgischen Konzerten 2, 4 und 5, dem Concertino für Flöte und Orchester von Philipp Mohler und dem flötendominierten Concerto da Camera von Arthur Honegger. Aber nicht allein unter Münchingers Stabführung konzertierte Glas, auch unter Paul Hindemith, Karl Ristenpart sowie unter Generalmusikdirektor Hans Müller-Kray spielte er die erste Flöte.
Ein Höhepunkt in direkter Nachbarschaft war die Eröffnung der Bruchsaler Schlosskonzerte am 5. Mai 1955. Dort trat Glas zusammen mit Rose Stein (Harfe) und Lisedore Häge-Praetorius (Cembalo) auf – wegen der immensen Kartennachfrage mit demselben Programm an zwei aufeinanderfolgenden Abenden.
Ab 1957 unterrichtete Glas dann selbst Flöte, und zwar an der Staatlichen Hochschule für Musik in Stuttgart. Dort war beispielsweise Willy Freivogel sein Schüler. Im Alter von gerade mal 40 Jahren verstarb Willy Glas.
Im Handel gab es vor Jahren ein reichhaltiges Angebot an Schallplattenaufnahmen, an denen er maßgeblich beteiligt war, inzwischen jedoch fast ausnahmslos nur MP3-Downloads.

## Tondokumente (Auswahl)
- Wolfgang Amadeus Mozart: Konzert C-dur für Flöte und Harfe mit Orchester, KV 299/Konzert G-dur für Flöte und Orchester, KV 313 (auch u.d.T. Goldene Flöte. Die schönsten Mozart-Konzerte) – Willy Glas (Flöte), Rose Stein (Harfe), Rolf Reinhardt & Süddeutsches Kammerorchester, Stuttgart (Telefunken, versch. Ausgaben seit 1953)
- Johann Sebastian Bach: Musikalisches Opfer, BWV 1079 – Stuttgarter Kammerorchester mit Karl Münchinger (Dirigent), Werner Krotzinger (Violine), Ulrich Strauss (Viola), Siegfried Barchet (Cello), Willy Glas (Flöte), Hans-Peter Weber (Oboe & Englischhorn), Irmgard Lechner (Cembalo) (Decca, 1959)
- Wolfgang Amadeus Mozart: Die Bläserkonzerte (3-CD-Box) – Jürg Schaeftlein (Oboe), Hermann Baumann (Horn), Dieter Klöcker (Klarinette), Willy Glas (Flöte), Rose Stein (Harfe), Milan Turković (Fagott), Wolfgang Schulz (Flöte), Mozarteumorchester Salzburg mit Leopold Hager (Dirigent), Süddeutsches Kammerorchester Stuttgart mit Rolf Reinhardt (Dirigent) (EastWest Records, 1991)